# Eaton (New York)
Pour les articles homonymes, voir Eaton.
Eaton est une ville du comté de Madison, dans l'État de New York, aux États-Unis,. En 2010, elle comptait une population de 5 255 habitants.

## Démographie
Lors du recensement de 2010, la ville comptait une population de 5 255 habitants. Elle est estimée, en 2016, à 4 766 habitants.